# Oscillazione

Esempio d'oscillazione

Una oscillazione è la variazione periodica, di solito nel tempo, di una quantità quale, ad esempio, la posizione di un pendolo a riposo che venga urtato. Il termine vibrazione è talvolta utilizzato come sinonimo di oscillazione, ma è generalmente usato per indicare oscillazioni di piccola ampiezza a grande frequenza (ad esempio le vibrazioni di una sorgente sonora).  Le oscillazioni non avvengono soltanto nei sistemi fisici, ma anche in quelli biologici e sociali.